# جغرافيا مصر

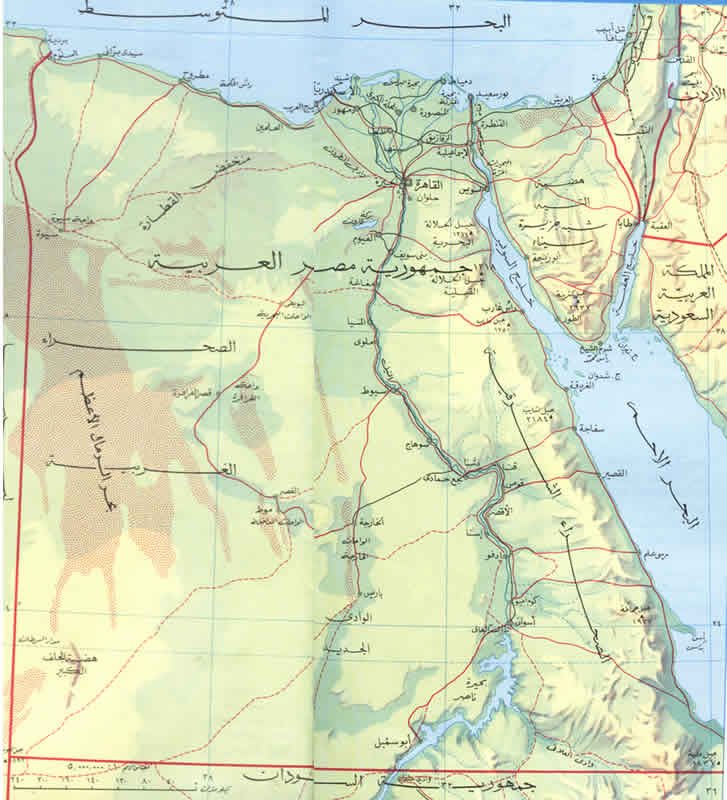
حدود مصر الجغرافية

تقع مصر في الركن الشمالي الشرقي من قارة إفريقيا، ولديها امتداد آسيوي، حيث تقع شبه جزيرة سيناء داخل قارة آسيا فهي دولة عابرة للقارات، تقع على مدار السرطان وتمر بين دائرتي عرض 22° و 36' 31° شمالاً، وبين خطي طول 24° و 37° شرقي خط جرينتش. ويحد جمهورية مصر العربية من الشمال البحر المتوسط بساحل يبلغ طوله 995 كم، ويحدها شرقا البحر الأحمر بساحل يبلغ طوله 1941 كم، ويحدها في الشمال الشرقي منطقة فلسطين (إسرائيل وقطاع غزة) بطول 265 كم، ويحدها من الغرب ليبيا على امتداد خط بطول 1115 كم، كما يحدها جنوبا السودان بطول 1280 كم. تبلغ مساحة جمهورية مصر العربية حوالي 1.002.000 كيلومتر مربع  والمساحة المأهولة تبلغ 78990كم2 بنسبة 7.8% من المساحة الكلية.
تتكون أرض مصر من نواة أركية قديمة، هي جزء من الكتلة العربية النوبية والتي تُعد جزءاً من الدرع الأفريقي؛ والذي كان يُمثل قلب قارة جوندوانا في العصر الأركي. وقد تعرّض الدرع الأفريقي بمختلف أجزائه لتأثيرات العديد من العوامل عبر العصور، وبلغت مصر عند منصرم الزمن الجيولوجي الثالث مساحتها الحالية، وتشكلت ملامح سطحها وسواحلها كما هي الآن في الزمن الرابع.
تتمتع مصر بالعديد من التضاريس والمناطق الجغرافية المختلفة، فمن الموارد المائية بها ساحلي البحر الأحمر والبحر الأبيض المتوسط، إضافة إلى وجود 10 بحيرات طبيعية إضافة إلى بحيرة ناصر الصناعية، بالإضافة إلى مورد المياة العذبة الرئيسي وهو نهر النيل الذي يمتد بطول مصر وينتهي بشطريه رشيد ودمياط، ويبلغ حجم الموارد المائية المتاحة حوالي 68 مليار متر مكعب يستخدم منها في الزراعة نحو 85% سنويا، وفي الصناعة 9.5% وفي الشرب 5.5%، وتُقسم مصر إلى 27 محافظة، وتنقسم كل محافظة إلى تقسيمات إدارية أصغر وهي المراكز أو الأقسام، ويتركز أغلب سكان مصر في وادي النيل وفي الحضر ويشكل وادي النيل والدلتا أقل من 4% من المساحة الكلية للبلاد أي حوالي 33000 كم2، وأكبر الكتل السكانية هي القاهرة الكبرى التي بها تقريباً ربع السكان، تليها الإسكندرية؛ كما يعيش أغلب السكان الباقين في الدلتا وعلى ساحلي البحر المتوسط والبحر الأحمر ومدن قناة السويس، وتشغل هذه الأماكن ما مساحته 40 ألف كيلومتر مربع. بينما تشكل الصحراء غير المعمورة غالبية مساحة البلاد.

## التضاريس
تقع أراضي جمهورية مصر العربية بين خطيّ عرض 22° و36' 31° شمالاً، وهذا يعني أن مدار السرطان يمر بالطرف الجنوبي للبلاد ماساً بالطرف الجنوبي لمدينة أسوان تقريباً، وبين خطي طول 24° و37° شرقي خط جرينتش.
تتكوّن أرض مصر من نواة أركية قديمة، هي جزء من الكتلة العربية النوبية والتي تُعد جزءاً من الدرع الأفريقي؛ والذي كان يُمثل قلب قارة جوندوانا في العصر الأركي. وقد تعرّض الدرع الإفريقي بمختلف أجزائه لتأثيرات العديد من العوامل عبر العصور، لذلك أخذت أرض مصر تنمو صوب الشمال على حساب بحر تيثيس. وبلغت مصر عند منصرم الزمن الجيولوجي الثالث مساحتها الحالية، وتشكّلت ملامح سطحها وسواحلها كما هي الآن في الزمن الرابع. وقد تكونت التربة المصرية في وادي النيل ودلتاه من تراكم طمي النيل الذي اُشتق أصلاً من فتات صخور هضبة الحبشة، والذي بدأ يرد إلى مصر منذ نحو 10 آلاف سنة.

### الجبال

جزء من سلسلة جبال البحر الأحمر

تتواجد في مصر عدة جبال جبال جيرية تنتشر في القاهرة والمنيا وغرب مصر، بالإضافة إلى سلاسل جبلية منها: سلسلة جبال البحر الأحمر وتقع غربي البحر الأحمر وتمتد من أقصى الشمال عند رأس خليج السويس حتى تندمج في هضبة الحبشة في الجنوب محاذية لساحل البحر، تتكون من صخور أركية قديمة نارية ومتحولة، ويوجد بها هضبة الجلالة الشمالية (1223 متر)، وهضبة الجلالة الجنوبية (1472 متر)، وكذلك جبل عتاقة (371 متر) المطل على مدينة السويس، يبلغ متوسط ارتفاعها ما بين 300 - 1000 متر وبعض قممها يزيد ارتفاعها على 1500 متر وأعلى قمم هذه السلاسل في مصر هو جبل الشايب (2181 متر) وجبل حماطه (1978 متر).

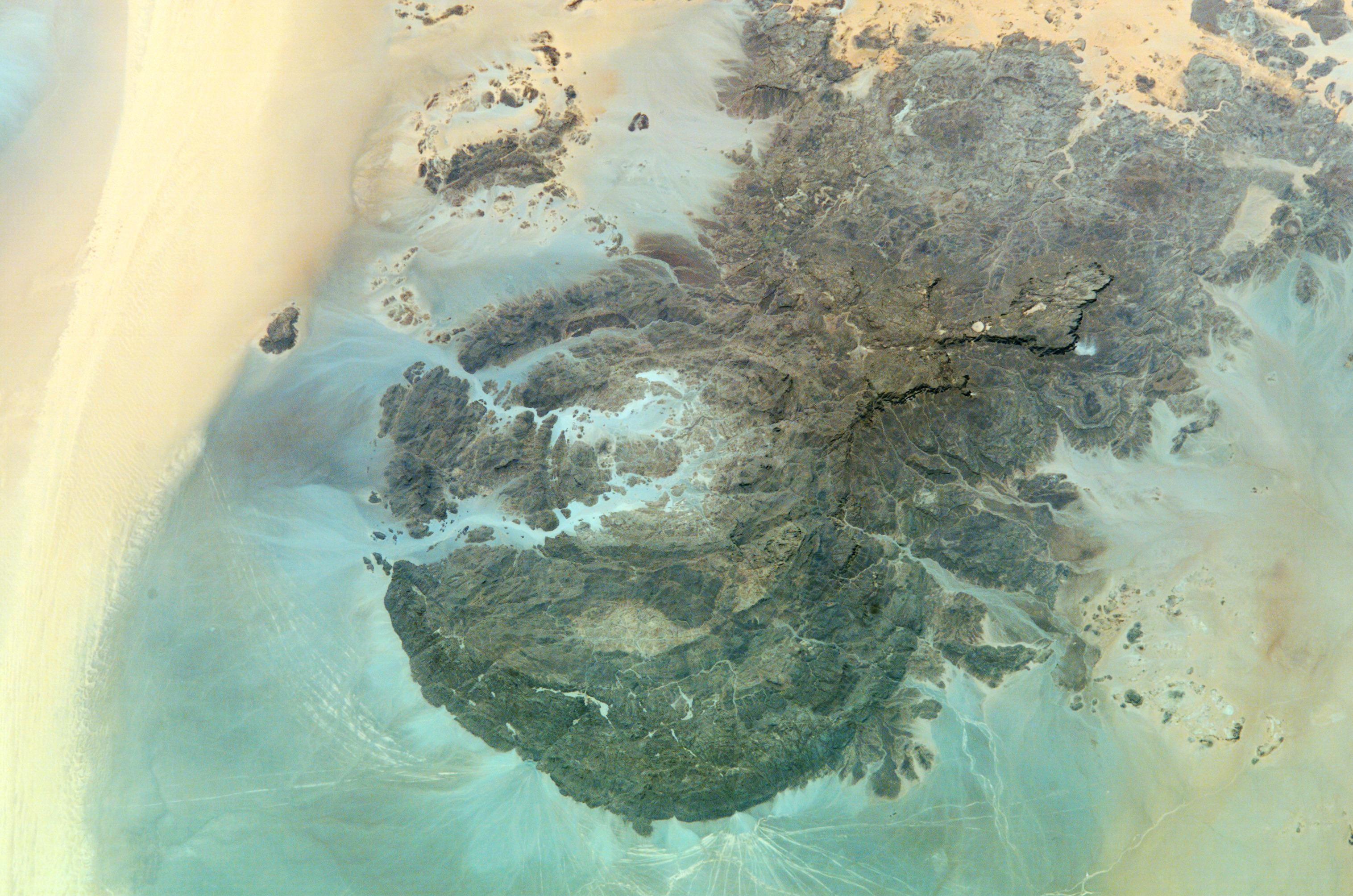
صورة جوية لجبل العوينات

كذلك يوجد سلسلة جبال سانت كاثرين التي تقع في محافظة جنوب سيناء في مصر، ويعتبر من أعلى الجبال في سيناء ويبلغ ارتفاعه 2.629 م فوق سطح البحر، تتساقط على الجبل الثلوج في فصل الشتاء، ويتكون من جبل كاترين ويعتبر هذا الجبل من أعلى جبال مصر كلها حيث يبلغ ارتفاعه 8563 قدماً فوق سطح البحر، وجبل موسى يعتبر من أكثر الجبال الموجودة في جنوب سيناء شهرة ويبلغ علوه نحو 7363 قدماً فوق سطح البحر ويشتهر كمزار سياحي، وجبل البنات ويقع بجوار وادى فيران.
و جبل العوينات الذي يقع في منطقة حدود ليبيا-مصر-السودان، ويغطي جبل العوينات مساحة قدرها 1500 كيلومتر مربع، المنطقة معروفة بمجموعة رسوماتها البدائية القديمة على الصخور الجبلية، في الجزء الغربي من الجبل تتكون مجموعة من الجبال الجرانيتية التي تكونت من الصخور النارية التي تكونت نتيجة انصهار ماغما تحت سطح الأرض، مرتبة على هيئة طوق يصل قطر بعضها إلى 25 كيلومترا، ويوجد بجوارها هضبة الجلف الكبير، المكونة من الصخور الرملية.

### الصحاري

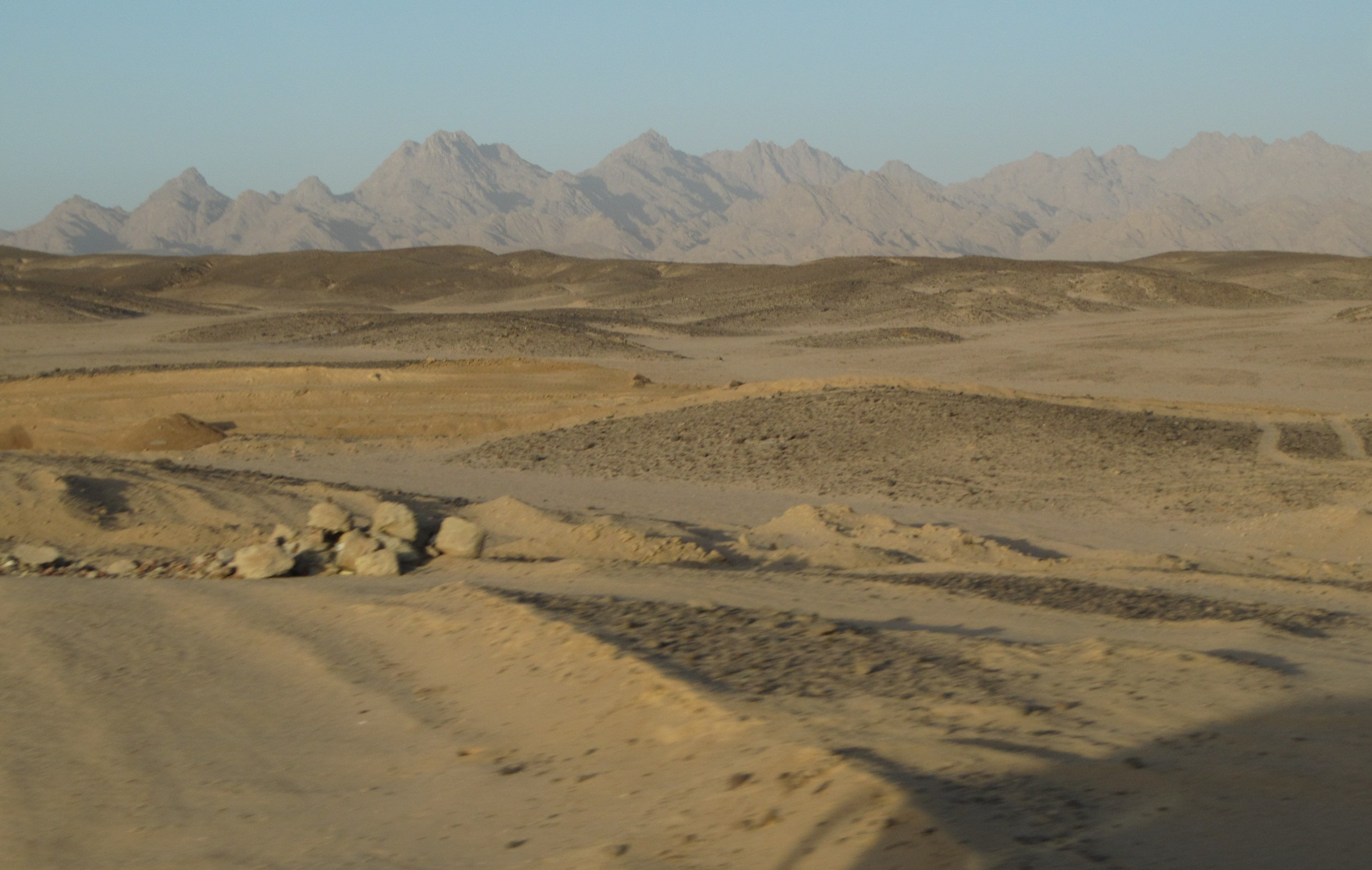
الصحراء الشرقية بالقرب من السلسلة الجبلة قرابة الغردقة

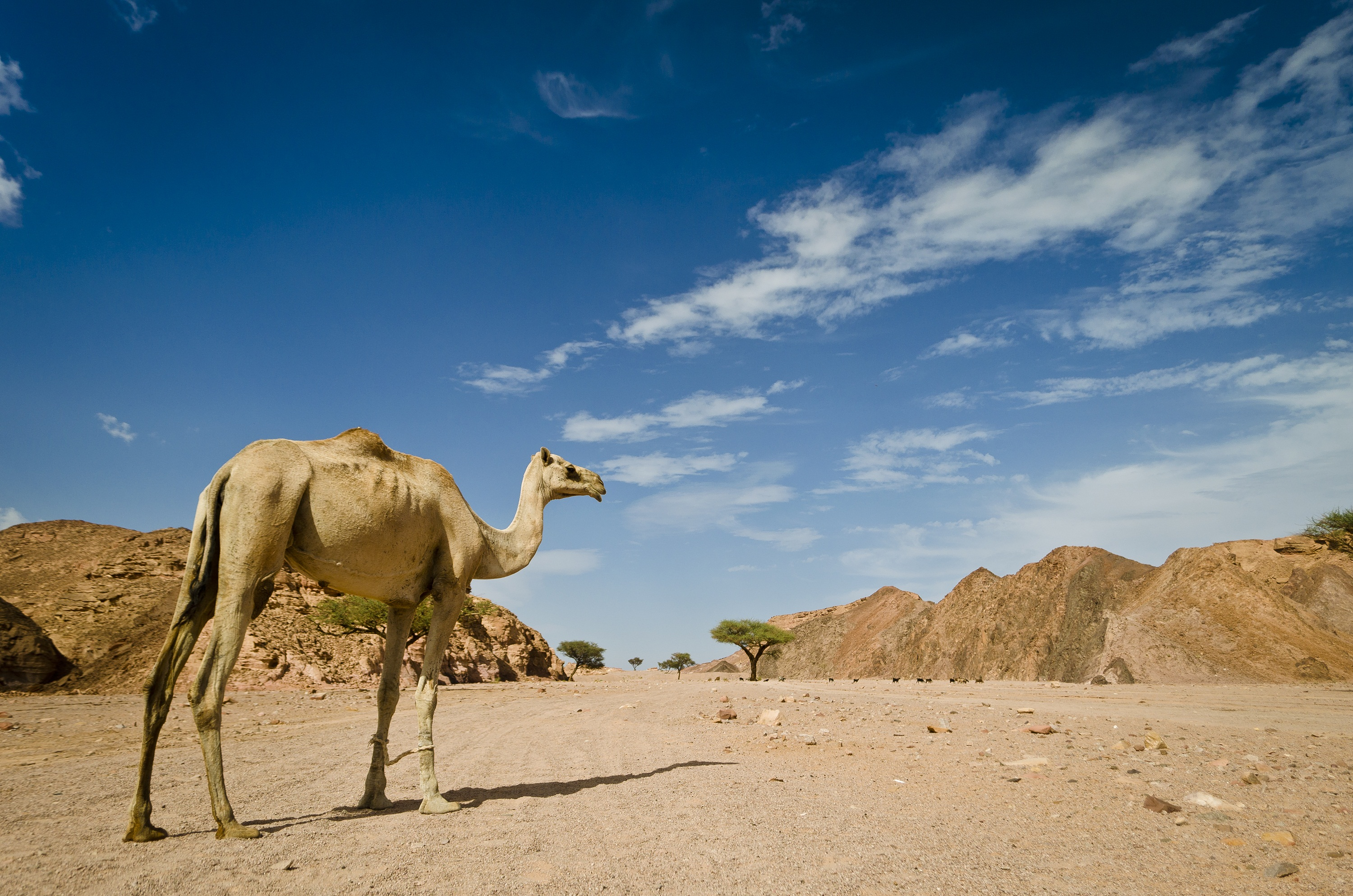
جمل في صحراء مصرية

تتواجد في مصر 3 مناطق صحراوية وهي: الصحراء الشرقية الواقعة شرق نهر النيل وغرب البحر الأحمر وتبلغ مساحتها حوالي (225 ألف كم2)وتمتد من مصر شمالا وتصل حتى إريتريا جنوبا وتحوي على أجزاء من السودان وأثيوبيا أيضًا، وتتواجد فيها جبال البحر الأحمر وبعض الأودية. المنطقة الثانية وهي الصحراء الغربية تشغل حوالي (680 ألف كم2) والتي تمتد غرب نهر النيل وتتميز بوجود الواحات البحرية والخارجة والفرافرة وسيوة، كذلك المناطق الصحراوية المتواجدة في شبه جزيرة سيناء التي تبلغ مساحتها حوالي (61 ألف كم2).

### المسطحات المائية

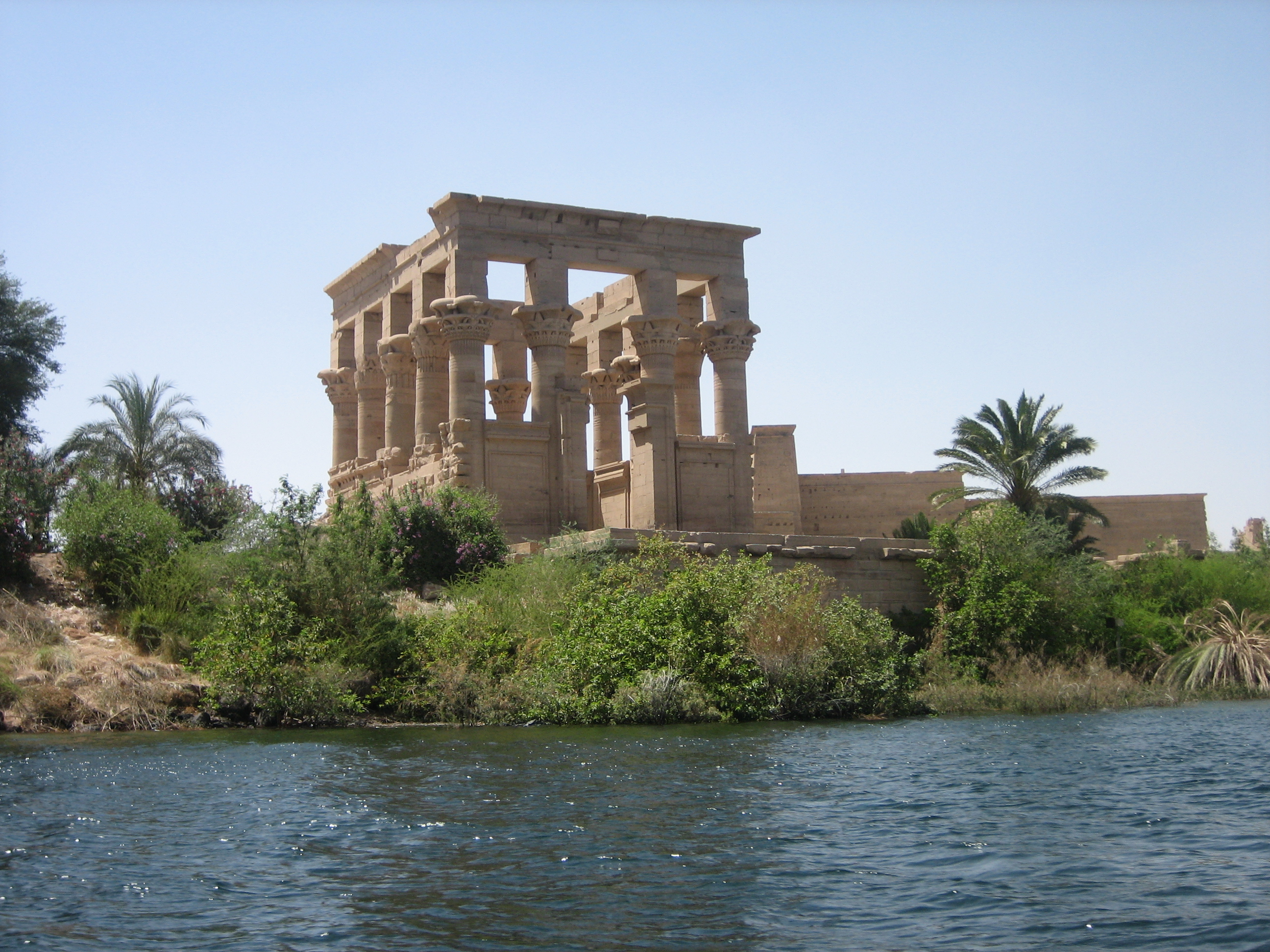
صورة لجزيرة فيلة، في محافظة أسوان

تطل مصر على البحر الأحمر من جهة الشرق والبحر المتوسط من جهة الشمال. ويمر بها وبطول البلاد نهر النيل الذي يمتد من أقصى الجنوب ومرورا بالدلتا ويصب في فرعي رشيد ودمياط، يوجد في مصر 11 بحيرة طبيعية منها: بحيرة المنزلة والبرلس والبردويل والبحيرات المرة والتمساح بالإضافة إلى بحيرة ناصر الصناعية.

### الجزر
تنتشر في مصر عدة جزر صغيرة منتشرة في الأنهار أو بالقرب من السواحل المصرية، حيث يوجد بها قرابة 1048 جزيرة معظمها غير مأهول، يوجد في نهر النيل حوالي 144 جزيرة أشهرها هي: جزيرة الرحمانية وجزيرة محروس وجزيرة فيلة وجزيرة الوراق وجزيرة الزمالك (منطقة الجزيرة) وجزيرة الروضة وجزيرة الذهب وجزيرة إلفنتين وجزيرة النباتات وجزيرة بجح وجزيرة سهيل وجزيرة القرصاية، وجزر البحر الأحمر ومنها: جزيرة شدوان وجزيرة فرعون وجزيرة الزبرجد وجزر الجفتون وجزيرة الفنادير وجزيرة تيران وجزيرة صنافير وجزيرة أبو منقار وجزيرة روكي وجزيرة مكوى، أما في البحر المتوسط يوجد جزيرة جريشة أو جزيرة نيلسون وهي قريبة من ساحل الإسكندرية على بعد 4 كيلو مترات شمال خليج أبو قير ومساحتها الحالية حوالي 21300 متر مربع وهي جزيرة مشهورة لهواة الصيد والغطس، كذلك يوجد الجزيرة الخضراء والتي تقع في قناة السويس بالقرب من الإسماعيلية.

## المناخ
يتأثر مناخ مصر بعدة عوامل أهمها الموقع ومظاهر السطح والنظام العام للضغط والمنخفضات الجوية والمسطحات المائية، حيث ساعد ذلك كله على تقسيم مصر إلى عدة أقاليم مناخية متميزة فتقع مصر في الإقليم المداري الجاف فيما عدا الأطراف الشمالية التي تدخل في المنطقة المعتدلة الدفيئة التي تتمتع بمناخ شبيه بإقليم مناخ البحر المتوسط الذي يتميز بالحرارة والجفاف في أشهر الصيف وبالاعتدال في الشتاء مع سقوط أمطار قليلة تتزايد على الساحل.

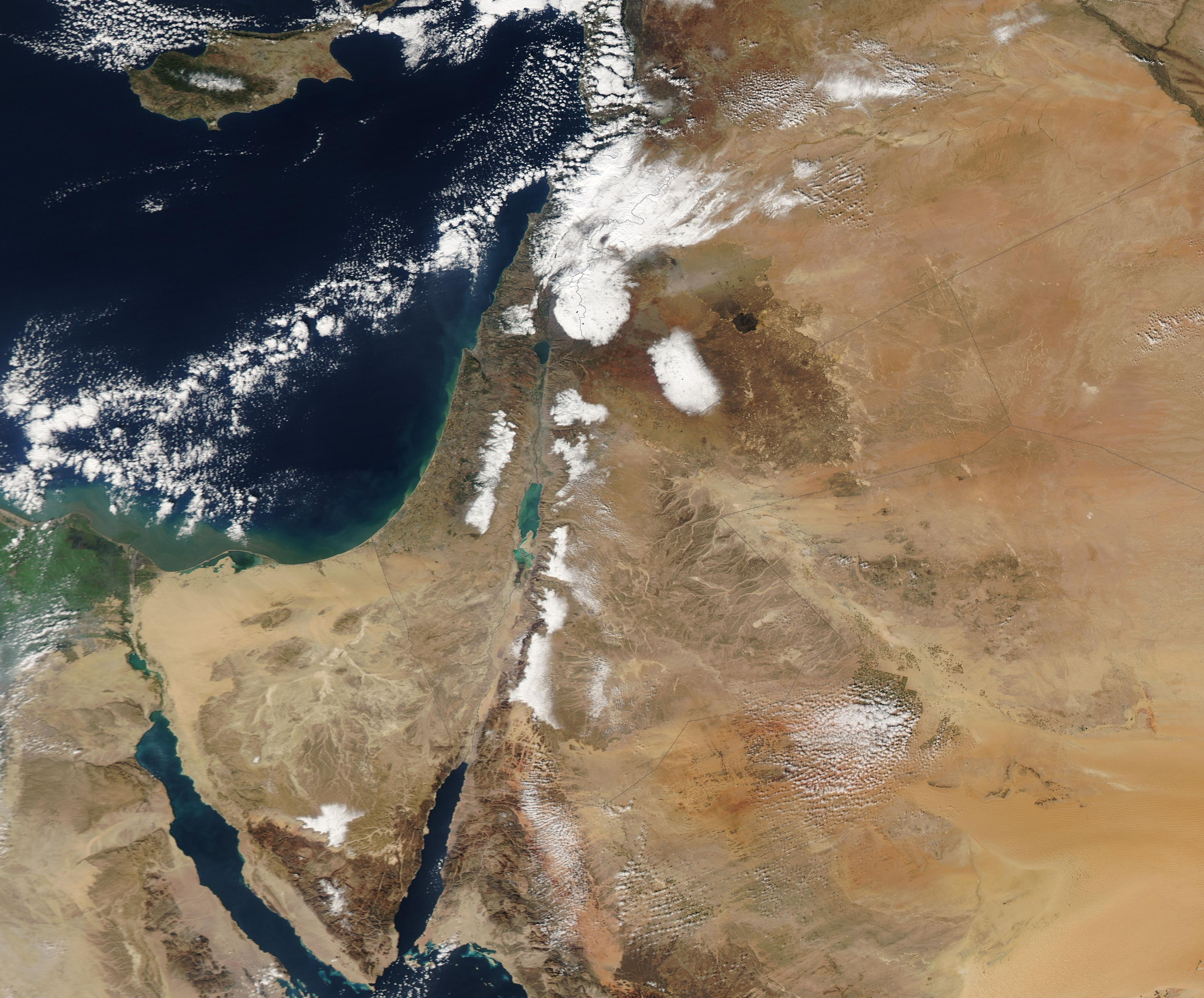
صورة بالقمر الصناعي للعاصفة الثلجية التي ضربت أجزاء من شمال مصر وسيناء في أواخر عام 2013.

ساهم الموقع الفلكي أيضا على منح هواءها قدراً كبيراً من الإشعاع الشمسي، ففي فصل الصيف تتعامد أشعة عمودية على مدر السرطان جنوب البلاد وقريبة من العمودية على معظم الأنحاء، وفي فصلي الربيع والخريف تكون أشعة الشمس متوسطة القوة ولا تضعف إلا خلال شهور فصل الشتاء عندما تكون أشعة الشمس عمودية على مدار الجدي. وبسبب هذا الموقع المداري أيضاً فإن طول النهار يزداد في فصل الصيف ليصل إلى حوالي 14 ساعة مما يزيد من كمية الأشعة الشمسية التي تصل إلى الأرض في هذه الفترة.
بالنسبة للرطوبة، فإنها ترتفع في فصل الشتاء خاصةً في القسم الشمالي للبلاد؛ ويصل متوسط الرطوبة النسبية إلى 80% شمال البلاد، و40% في أقصى جنوب البلاد، وتصل ما بين 60% و70% على سواحل البحر الأحمر وشبه جزيرة سيناء. أما في فصل الصيف فإنها تنخفض في شهر يوليو، وتصل الرطوبة النسبية في المناطق الساحلية ما بين 60% و70% في يوليو وأغسطس، بينما تنخفض إلى 20% في أقصى جنوب البلاد. أما في الفصول الانتقالية وهما الربيع والخريف فتكون الرطوبة النسبية وسطاً بين الشتاء والصيف.

### الرياح
بحسب الموقع الفلكي للبلاد، فإن أطرافها الشمالية تقع على مشارف العروض الوسطى، كما أن باقي أجزائها تقع داخل العروض المدارية الحارة والجافة حيث يسيطر الضغط المرتفع دون المداري وما يصحبه من هواء هابط يقلل من فرص سقوط الأمطار. كما أن هذه العروض تسود بها على السطح الرياح التجارية الجافة والتي تتميز بقابليتها لحمل بخار الماء؛ لأنها تسخن كلما تقدمت جنوباً إلى خط الاستواء.

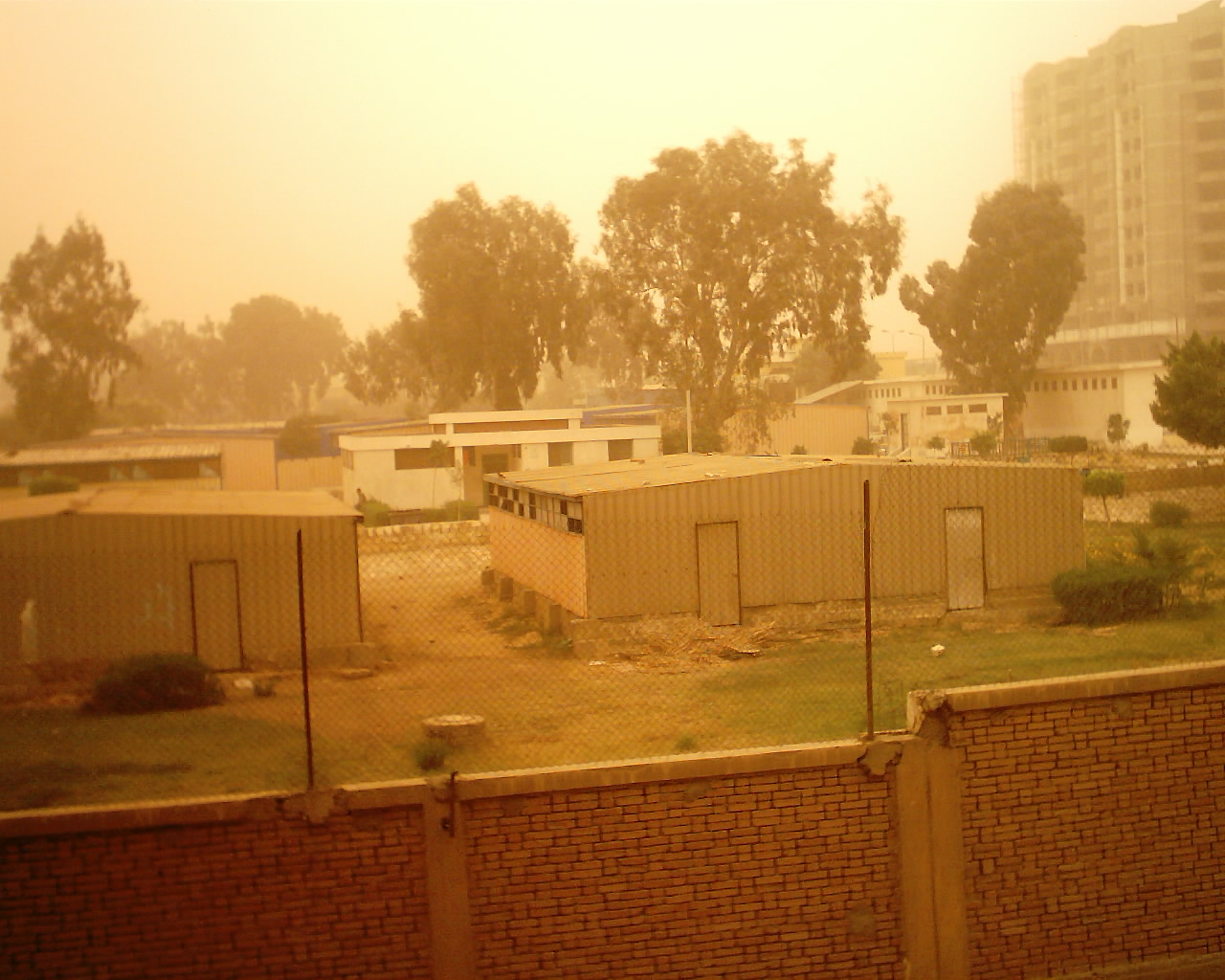
صورة رياح خماسينية في مصر عام 2007

أي انها لا تعطي أمطاراً في هذه العروض بل تساعد على التبخر فقط. كذلك تتأثر مصر بجميع الكتل الهوائية المعروفة، فالكتل الهوائية القطبية تأتي إلى مصر بنوعيها القاري والبحري، فالأولى مصدرها شرق أوروبا والثانية من شمال المحيط الأطلنطي. كذلك تأتي لمصر الكتل المدارية سواء كانت قارية ومصدرها الصحراء الكبرى أو البحرية ومصدرها المحيط الأطلنطي في العروض المدارية الدفيئة.
خلال فصل الشتاء تغلب على شمال مصر الرياح الجنوبية الشرقية والشمالية الغربية والغربية؛ خاصةً الساحل الشمالي الغربي والدلتا. وفي مصر الوسطى ومصر العليا تسود الرياح الشمالية. أما في الربيع فتبدأ الرياح الغربية في التراجع بينما تتقدم الرياح الشمالية وذلك بشكل عام. ولفصل الصيف نمطاً مختلفاً للرياح السطحية، فالرياح الشمالية وأفرعها تطغى على كل الاتجاهات وتستحوذ على أكبر نصيب من اتجاهات الرياح، وتعرف بالرياح التجارية وهي رياح جافة وتعرف بين العوام بـالهواء البحري. ويعد فصل الخريف فترة انتقالية بين ظروف الصيف والشتاء في مصر، فتبدأ الرياح الشمالية بالتراجع وقد يحدث بعض الخلل في توزيعات الرياح.

### الأمطار

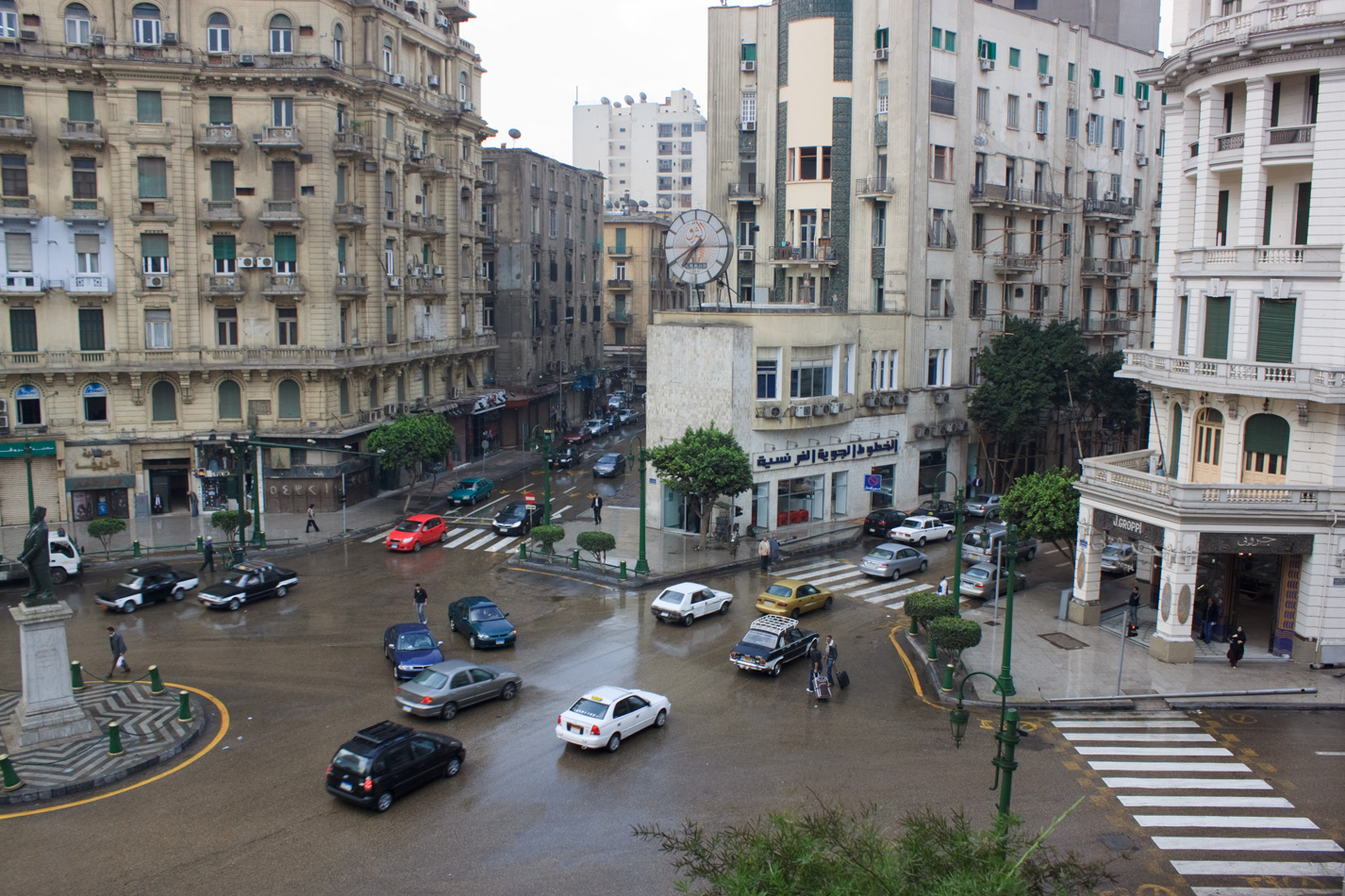
هطول الأمطار في مدينة القاهرة

يقل معدل سقوط الأمطار في مصر بشكل عام ويتركز بطول الساحل الشمالي، حيث يبدأ موسم الشتاء في مصر من أكتوبر حتى مايو ويصاحب سقوط الأمطار وجود جبهات ساخنة وباردة، وتستمر فترة سقوط الأمطار عادة من يوم إلى أربعة أيام وكنتيجة لظروف معينة فقد يزداد سقوط الأمطار في فترة معينة إلا أن ذلك يشكل استثناء من القاعدة حيث سجلت الأمطار في يوم ما في الإسكندرية سقوط نحو 47.9 مم وفي الجيزة 53.2 مم، تراوح معدل سقوط الأمطار في القاهرة من حوالي 2 إلى 5 مم في العام وعلى فترات، وفي الساحل الشمالي يمكن للأمطار أن تصل إلى 410 ملم ما بين شهري أكتوبر ومارس، أما في المناطق الداخلية فإن هناك انخفاضا حادا يصل إلى 50 مم في منطقة وسط الدلتا.
ويبلغ أعلى كمية للأمطار المتساقطة في موسم الشتاء 180 مم وسجلت حول الإسكندرية. كما يتساقط على شريط الساحل الشمالي الغربي بين 120 - 150 مم. وبالاتجاه شرق الإسكندرية تنخفض كمية الأمطار المتساقطة سنويًا إلى 80 مم في بورسعيد.
ويستمر الانخفاض في كمية الأمطار المتساقطة بالاتجاه جنوبا في المناطق الداخلية لتصل عند أسوان إلى 1 مم، وفي بعض السنوات تسقط أمطار غزيرة على مرتفعات جنوب سيناء ومرتفعات البحر الأحمر فتندفع في الأودية الجافة على شكل سيول جارفة.

### درجات الحرارة
أقل درجات الحرارة في مصر تكون في شهور فصل الشتاء الثلاثة ديسمبر ويناير وفبراير، وأدنى درجات للحرارة في مصر تكون في مرتفعات شبه جزيرة سيناء، حيث تصل متوسطات شهر يناير إلى 5° مئوية وتصل إلى 10° مئوية على هوامش المرتفعات، وذلك بسبب تأثير ارتفاع وانخفاض سطح الأرض. كذلك تنخفض حرارة الشتاء على مصر الوسطى والأجزاء المتاخمة لها في نفس خطوط العرض في الصحراوين الشرقية والغربية، والأطراف الشمالية للبلاد يُلاحظ انها أكثر دفئاً في فصل الشتاء بسبب تأثير البحر المتوسط الملطف للبرودة، وجنوب الصعيد يكون دفئاً كذلك بسبب تأثير خطوط العرض. وتقل متوسطات حرارة الشتاء في الجزء الأوسط إلى 12° مئوية، بينما ترتفع إلى 15° مئوية في الشمال، و18° مئوية في الجنوب.
أما في شهور فصل الصيف يونيو ويوليو وأغسطس فترتفع الحرارة إلى حدودها القصوى، وتتراوح متوسطات فصل الصيف بين 28° مئوية و29° مئوية في الشمال، ومن 40° مئوية إلى 42° مئوية في الجنوب. أما في سيناء فإن الحرارة تقل في اتجاهين نحو الساحل الشمالي بسبب تأثير البحر المتوسط لتكون حرارتها مثل مثيلاتها من السواحل الشمالية على نفس البحر، كما تقل في منطقة المرتفعات الوسطى لتتراوح حول 25° مئوية، أما الأجزاء الأخرى فهي حارة شأنها شأن بقية جهات مصر. أما بالنسبة للفصلي الربيع والخريف فإنهما فصول انتقالية اعتدالية، ففي الربيع تبدأ ظروف الشتاء في التراجع تدريجياً، وعادةً يكون متوسط النهايات العظمى في هذا الفصل بين 23° مئوية في الشمال و34° مئوية في الجنوب، غير أنها ممكن أن تنخفض ليلاً ما بين 9° مئوية و10° مئوية في الشمال والوسط؛ وإلى 11° مئوية و12° مئوية في الجنوب. أما خريف البلاد فيتميز أنه لا يوجد به تطرفات حرارية كالانخفاضات الخمسينية في الربيع، وقد يأتي ببعض الأمطار المبكرة، ولذلك يُعد فصل الخريف أفضل وأنسب فصول السنة في مصر من حيث راحة الإنسان، خاصةً شهر نوفمبر. وتتراوح درجات الحرارة العظمى في الخريف بين 27° مئوية في الشمال و35° في الجنوب.
| البيانات المناخية لـمصر | البيانات المناخية لـمصر | البيانات المناخية لـمصر | البيانات المناخية لـمصر | البيانات المناخية لـمصر | البيانات المناخية لـمصر | البيانات المناخية لـمصر | البيانات المناخية لـمصر | البيانات المناخية لـمصر | البيانات المناخية لـمصر | البيانات المناخية لـمصر | البيانات المناخية لـمصر | البيانات المناخية لـمصر | البيانات المناخية لـمصر |
| الشهر | يناير                   | فبراير                  | مارس                    | أبريل                   | مايو                    | يونيو                   | يوليو                   | أغسطس                   | سبتمبر                  | أكتوبر                  | نوفمبر                  | ديسمبر                  | المعدل السنوي           |
| --- | ----------------------- | ----------------------- | ----------------------- | ----------------------- | ----------------------- | ----------------------- | ----------------------- | ----------------------- | ----------------------- | ----------------------- | ----------------------- | ----------------------- | ----------------------- |
| الدرجة القصوى °م (°ف) | 31 (88)                 | 34.2 (93.6)             | 37.9 (100.2)            | 43.2 (109.8)            | 47.8 (118.0)            | 46.4 (115.5)            | 42.6 (108.7)            | 43.4 (110.1)            | 43.7 (110.7)            | 41 (106)                | 37.4 (99.3)             | 30.2 (86.4)             | 47.8 (118.0)            |
| متوسط درجة الحرارة الكبرى °م (°ف) | 18.9 (66.0)             | 20.4 (68.7)             | 23.5 (74.3)             | 28.3 (82.9)             | 32 (90)                 | 33.9 (93.0)             | 34.7 (94.5)             | 34.2 (93.6)             | 32.6 (90.7)             | 29.2 (84.6)             | 24.8 (76.6)             | 20.3 (68.5)             | 27.7 (81.9)             |
| المتوسط اليومي °م (°ف) | 13.6 (56.5)             | 14.9 (58.8)             | 16.9 (62.4)             | 21.2 (70.2)             | 24.5 (76.1)             | 27.3 (81.1)             | 27.6 (81.7)             | 27.4 (81.3)             | 26 (79)                 | 23.3 (73.9)             | 18.9 (66.0)             | 15 (59)                 | 21.4 (70.5)             |
| متوسط درجة الحرارة الصغرى °م (°ف) | 9 (48)                  | 9.7 (49.5)              | 11.6 (52.9)             | 14.6 (58.3)             | 17.7 (63.9)             | 20.1 (68.2)             | 22 (72)                 | 22.1 (71.8)             | 20.5 (68.9)             | 17.4 (63.3)             | 14.1 (57.4)             | 10.4 (50.7)             | 15.8 (60.4)             |
| أدنى درجة حرارة °م (°ف) | 1.2 (34.2)              | 3.6 (38.5)              | 5 (41)                  | 7.6 (45.7)              | 12.3 (54.1)             | 16 (61)                 | 18.2 (64.8)             | 19 (66)                 | 14.5 (58.1)             | 12.3 (54.1)             | 5.2 (41.4)              | 3 (37)                  | 1.2 (34.2)              |
| الهطول مم (إنش) | 5 (0.2)                 | 3.8 (0.15)              | 3.8 (0.15)              | 1.1 (0.04)              | 0.5 (0.02)              | 0.1 (0.00)              | 0 (0)                   | 0 (0)                   | 0 (0)                   | 0.7 (0.03)              | 3.8 (0.15)              | 5.9 (0.23)              | 24.7 (0.97)             |
| متوسط أيام هطول الأمطار (≥ 0.01 mm) | 3.5                     | 2.7                     | 1.9                     | 0.9                     | 0.5                     | 0.1                     | 0                       | 0                       | 0                       | 0.5                     | 1.3                     | 2.8                     | 14.2                    |
| متوسط الرطوبة النسبية (%) | 59                      | 54                      | 53                      | 47                      | 46                      | 49                      | 58                      | 61                      | 60                      | 60                      | 61                      | 61                      | 56                      |
| ساعات سطوع الشمس الشهرية | 213                     | 234                     | 269                     | 291                     | 324                     | 357                     | 363                     | 351                     | 311                     | 292                     | 248                     | 198                     | 3٬451                   |
| المصدر #1: المنظمة العالمية للأرصاد الجوية (UN) (1971–2000), الإدارة الوطنية للمحيطات والغلاف الجوي for mean, record high and low and humidity |                         |                         |                         |                         |                         |                         |                         |                         |                         |                         |                         |                         |                         |
| المصدر #2: Danish Meteorological Institute for sunshine (1931–1960)                                                                            |                         |                         |                         |                         |                         |                         |                         |                         |                         |                         |                         |                         |                         |

## التقسيم الجغرافي

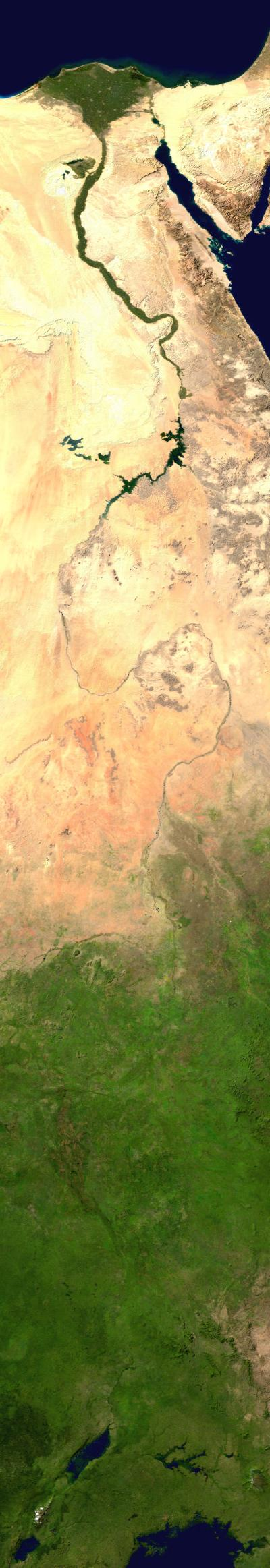
دلتا النيل ومسار النيل كاملا

يمكن تقسيم تضاريس جمهورية مصر العربية إلى أربعة أقسام رئيسية:

### صحراء مصر الغربية
يحدها البحر المتوسط من الشمال وليبيا من الغرب ووادي النيل في الشرق وتبلغ مساحتها 681 الف كيلو متر مربع وتبدو اقرب الي شكل المستطيل وأهم ما يميز الصحراء الغربية جبل العوينات ومنخفض القطارة ومن الأقاليم المميزة بالصحراء الغربية ما يعرف بالساحل الشمالي وأهمها مرسى مطروح وتقوم فيها الزراعة على مياه المطر والمياه الجوفية عن طريق الآبار الضحلة التي تعرف بالسوانى.

### وادي النيل والدلتا
يجري نهر النيل مسافة 1536 كم داخل الأراضي المصرية ويأخذ داخل الأراضي المصرية اتجاهات متعددة حيث يتجه تارة الي الشمال الشرقي ثم يتجه شمالا وتارة أخرى يتجه الي الشمال الغربي ثم يتجه الي الشمال ويقدر عدد الجزر بنهر النيل نجو 300 جزيرة وهي جزر طينيه من رواسب نهر النيل معظمها مسكون وبعضها يمثل جزء رئيسي من المدن المهمة مثل جزيرة الزمالك والروضة في مدينة القاهرة وهناك جزر جرانيتيه مثل جزيرة اسوان وجزيرة سلوقه وسهيل.
دلتا نهر النيل لها فرعان أحدهما فرع دمياط بطول 245 كيلو متر ومتوسط عرض 286 متر ومنسوبه أعلى من منسوب فرع رشيد بنحو مترين والأخير أقل طول -239 كم -ولكنه أكثر اتساعا من فرع دمياط - 554 متر في المتوسط - وتوجد بحيرات ساحلية تميز السحال الدلتاوي تتمثل في بحيرة المنزلة وبحيرة البرلس وادكو.

### الصحراء الشرقية
يمتد الساحل من خط الشاطئ من رأس خليج السويس حتى الحدود مع السودان ويتميز في امتداده باستقامة معظم قطاعاته مع امتداد رؤوس أرضية أهمها رأس جمسة ورأس أبو سومة وتظهر امام الساحل عدة جزر أهمها وأكبرها جزيرة شدوان، ثم يمر بجبال البحر الأحمر وهي عبارة عن مجموعه من الكتل الجبلية التي تمتد بشكل مستقيم تقترب من البحر كلما اتجهنا جنوبا، النطاق الهضبي ويتمثل في هضبتي الجلالة البحرية والاجلاله القبلية الي الشمال اما الجزء الرئيسي من الهضبة يتمثل في هضبة المعازة الجيرية وهضبة العبابدة.

### شبه جزيرة سيناء

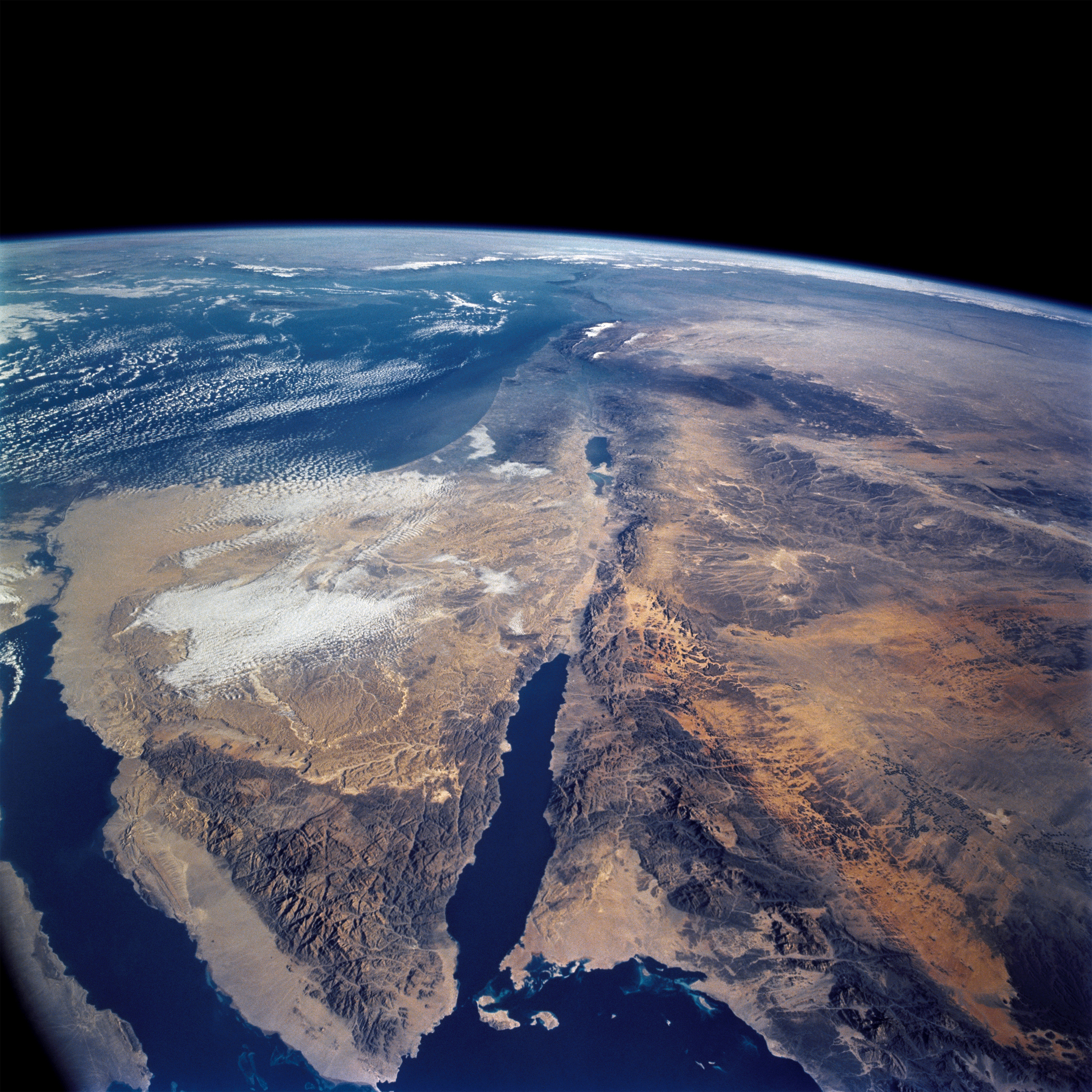
صورة التقطت من قمر صناعي لشبه جزيرة سيناء

شبه جزيرة سيناء منطقة صحراوية وهي الجزء الشرقي من مصر، تبلغ مساحتها 60 الف كم2 وتمثل 6% من مساحة مصر الإجمالية، ويسكنها مليون وأربعمائة ألف نسمة، حوالي 597,000 نسمة في محافظتي جنوب وشمال سيناء و800 الف نسمة في المنطقة الغربية من سيناء (السويس، الإسماعيلية، بورسعيد)، وتنقسم الي ثلاث اقسام:
1. القسم الشمالي ويعرف بالسهول الشمالية.
2. القسم الأوسط يبلغ مساحة هذا القسم ثلث مساحة سيناء وتظهر في هذا القسم هضبة التيه الجيرية وسميت بهذا الاسم نسبة لخروج اليهود من مصر وتاهوا بعد ذلك في هذه المنطقة 40 سنة وفي جنوبها هضبة العجمة وهي اصغر من هضبة التيه.
3. المثلث الناري جنوبي سيناء يتميز بتعدد القمم الجبلية المدببة وأهم القمم الجبلية الي تقترب من بعضها قمة جبل سانت كاترين وهي أعلى قمة جبلية في مصر 2600 متر.[42]

## الحدود
تُعد الحدود السياسية الحالية لمصر حديثة للغاية مقارنةً بأن مصر أقدم دولة عرفها التاريخ، فأقدم اتفاقية للحدود ترجع إلى عام 1899م. أما قبل ذلك فكانت تخوماً، وبحكم طبيعة موقع مصر الجغرافي الرابط بين قارتي آسيا وإفريقيا؛ فكانت تخوم مصر تتمدد وتنكمش حسب درجة قوة الدولة المصرية. والحدود البرية المصرية فلكية هندسية، وتتجاور مصر مع 4 دول: فلسطين (قطاع غزة) وإسرائيل جهة الشمال الشرقي، وليبيا جهة الغرب، والسودان جهة الجنوب.

### الحدود البرية

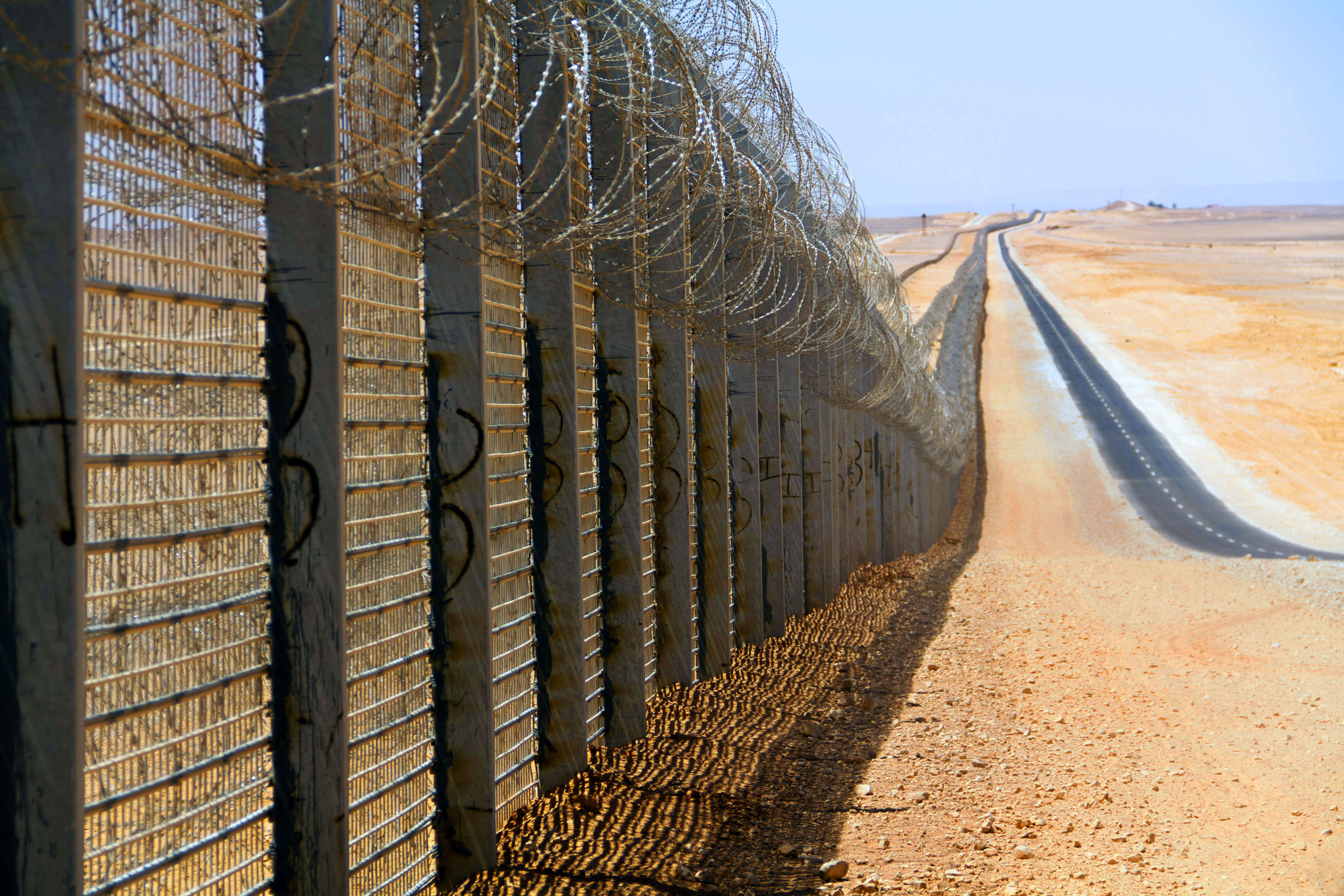
صورة من السياج الفاصل لحدود مصر الشرقية في شمال إيلات

1. الحدود الغربية وهي بين مصر وليبيا وهي عبارة عن خط حدود يمتد لمسافة 1049 كم ويمتد باستقامة كاملة جنوبا حتى نقة الحدود الثلاثية لمسافة 804 كم ويبدو متعرجا من واحة سيوة الي الشمال لمسافة 290 كم وهذا الحد يجمع بين الحد الهندسي والحد الفلكي
2. الحدود الشرقية بين مصر وفلسطين وقطاع غزة فتبدأ من رأس طابا على خليج العقبة حتى الساحل المتوسطي وذلك لمسافة 210 كم وهذا الحد يتماشى مع خط طول 34 شرقا
3. الحدود الجنوبية بين مصر والسودان خط هندسي يتعامد على الظاهرات الطبيعية والبشرية ويمتد مع منطقة العوينات باتجاه الشرق نحو نهر النيل ويمر في منتصف هذا الحد وادي النيل
4. الحدود الشمالية البحر المتوسط وهي عبارة عن حد طبيعي يطل ببروز على البحر المتوسط حيث يمتد هذا الحد الشمالي من رفح المصرية شرقا إلى مدينة السلوم غربا حيث يمتد لمسافة الف كيلو متر.[44][45]

### الحدود البحرية
في فبراير 2003، وقعت قبرص ومصر اتفاقية ترسيم المنطقة الاقتصادية الخالصة لكل منهما. والاتفاقية تمت بناء على المبدأ المقبول عالمياً في الخط الأوسط وبمراعاة معاهدة الأمم المتحدة لقانون البحار. وقد أصدرت مصر قانون نـُشر في الجريدة الرسمية، وبالتالي أصبح ساريا بين البلدين، وتضمن 8 نقاط إحداثية.

### خلافات حدودية

#### مثلث حلايب

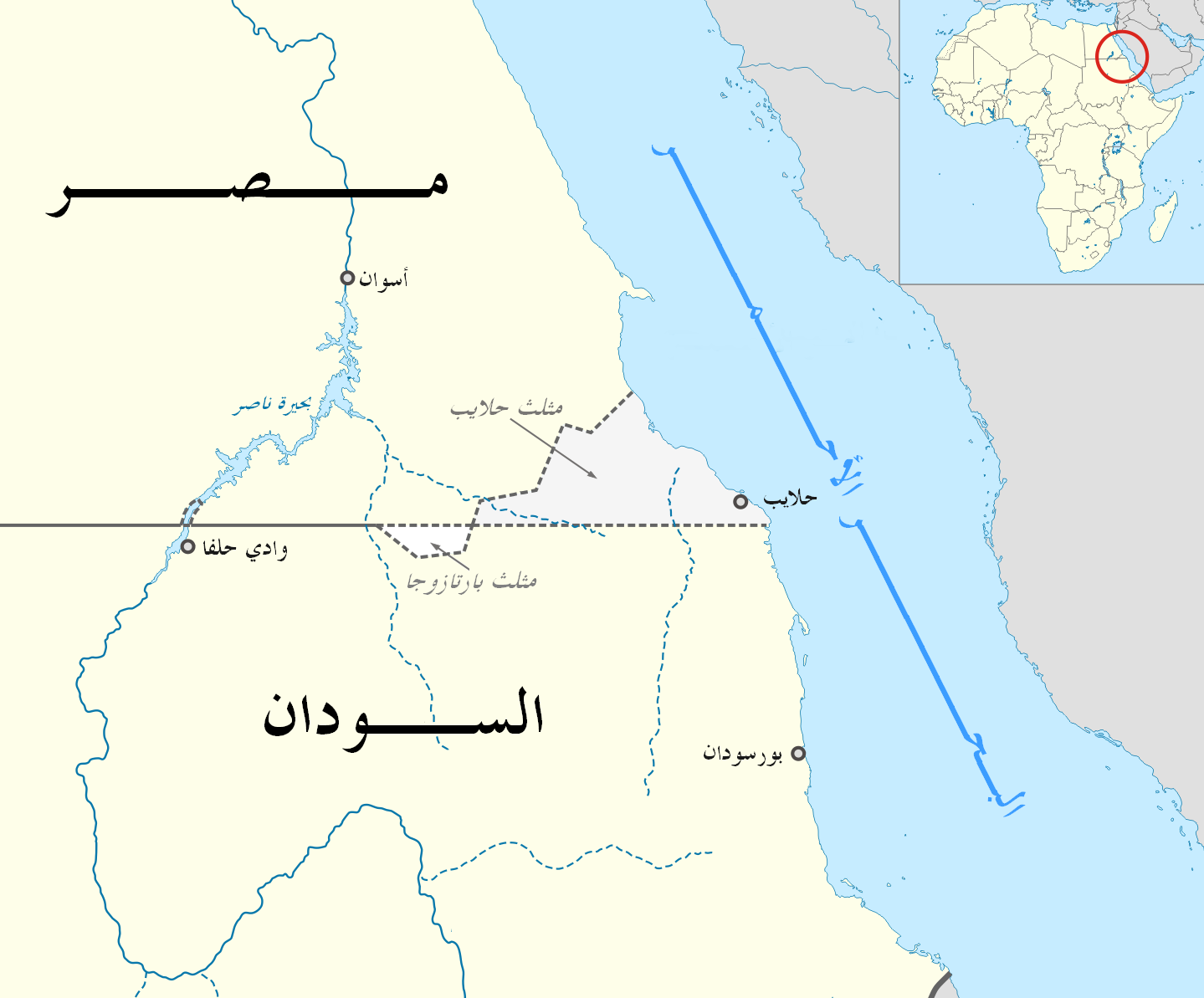
خريطة مثلث حلايب

تعتبر منطقة حلايب منطقة نزاع حدودي بين مصر والسودان، وهي تقع على الطرف الأفريقي للبحر الأحمر مساحتها 20,580 كم2، وبها ثلاث بلدات كبرى هي حلايب وأبو رماد وشلاتين، المنطقة حالياً تتبع مصر إدارياً وسياسياً بحكم الأمر الواقع، ويطلق عليها أحيانا المنطقة الإدارية لحكومة دولة السودان.
ترجع أصل المشكلة إلى الحدود المرسمة بين مصر والسودان التي حددتها اتفاقية الحكم الثنائي بين مصر وبريطانيا عام 1899 المناطق من دائرة عرض 22 شمالا لمصر وعليها يقع مثلث حلايب داخل الحدود السياسية المصرية، وبعد ثلاثة أعوام في 1902 عاد الاحتلال البريطاني الذي كان يحكم البلدين آنذاك بجعل مثلث حلايب تابع للإدارة السودانية لأن المثلث أقرب للخرطوم منه للقاهرة.
ظلت المنطقة تابعة للسودان المصري إدارياً منذ عام 1902 ولكن ظهر النزاع إلى السطح مرة أخرى في عام 1992 عندما اعترضت مصر على إعطاء حكومة السودان حقوق التنقيب عن البترول في المياه المقابلة لمثلث حلايب لشركة كندية، وفي عام 1995 قامت مصر باقتحام المنطقة عسكرياً وبسط سيطرتها تماما عليها، ولا تزال السودان حتى الآن تطالب بأحقية مثلث حلايب لها باعتبارها أرض سودانية.

#### أم الرشراش

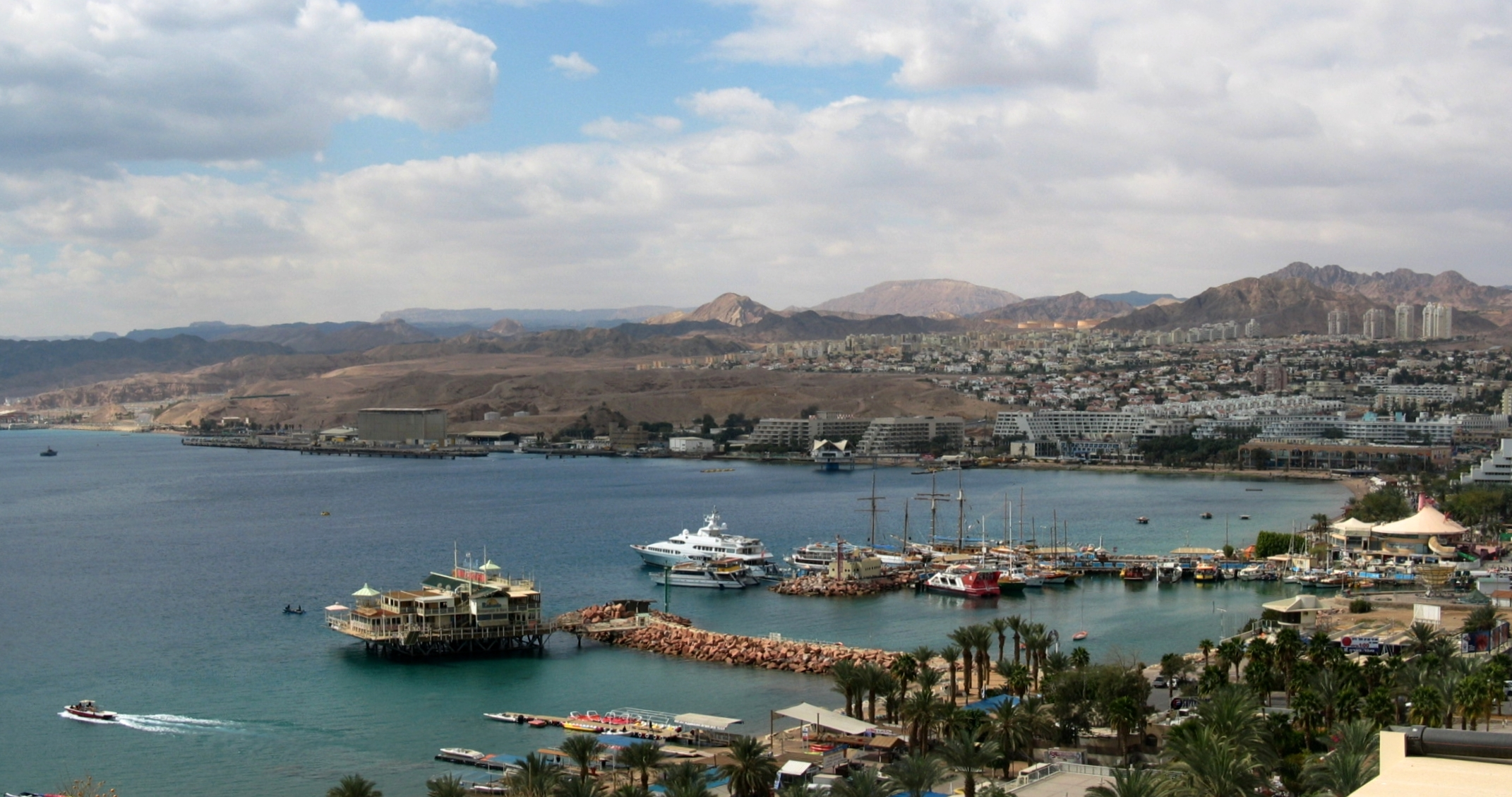
منظر عام لمدينة إيلات الحالية

تقع مدينة أم الرشراش (أو إيلات حالياً) ضمن حدود دولة إسرائيل، كانت أم الرشراش تحت الحكم المصري حتى نهاية القرن التاسع عشر وأثناء حكم الطولونيين حيث كانت معروفة بمدينة الحجاج نظرا لأن الحجاج لبيت الله الحرام كانوا يستريحوا بها أثناء سفرهم بريا إلى الأراضي المقدسة والتي كانت قديما تستخدم كميناء واحتلها الصليبيون وحررها الظاهر بيبرس.
وفي عام 1906 وبسبب وجود مصر تحت الاحتلال البريطاني قامت القوات العثمانية باحتلال أم الرشراش، ووقعت أزمة وقتها قامت على إثرها بريطانيا بالضغط على إسطنبول، وانسحبت القوات العثمانية وعادة أم الرشراش لمصر بفرمان عثماني، ومع نهاية حرب فلسطين كان يقيم بها حوالي 350 فردا من جنود وضباط الشرطة المصرية حتى يوم 10 مارس 1949 عندما هاجمتها إحدى وحدات العصابات العسكرية الصهيونية (الهجاناه) بقيادة اسحق رابين عملية «عوفيدا» في 10 مارس 1949 وأصبحت تحت السيطرة الإسرائيلية حتى الآن، وما زالت بعض المنظمات غير الحكومية في مصر تطالب بها على أساس أنها «أرض مصرية»،
في عام 1989 أدرجت أم الرشراش ضمن ملف التحكيم الدولي الذي رفعته مصر بشأن طابا، وفي 2006 صرح وزير الخارجية المصري آنذاك أحمد أبو الغيط حول ملكية مدينة أم الرشراش بتأكيده على أنها أرض فلسطينية وفقاً لاتفاقية ترسيم الحدود بين بريطانيا والدولة العثمانية في 1906 و 1922، إلا أن القضية لا تزال معلقة حتى الآن.

## التقسيم الإداري

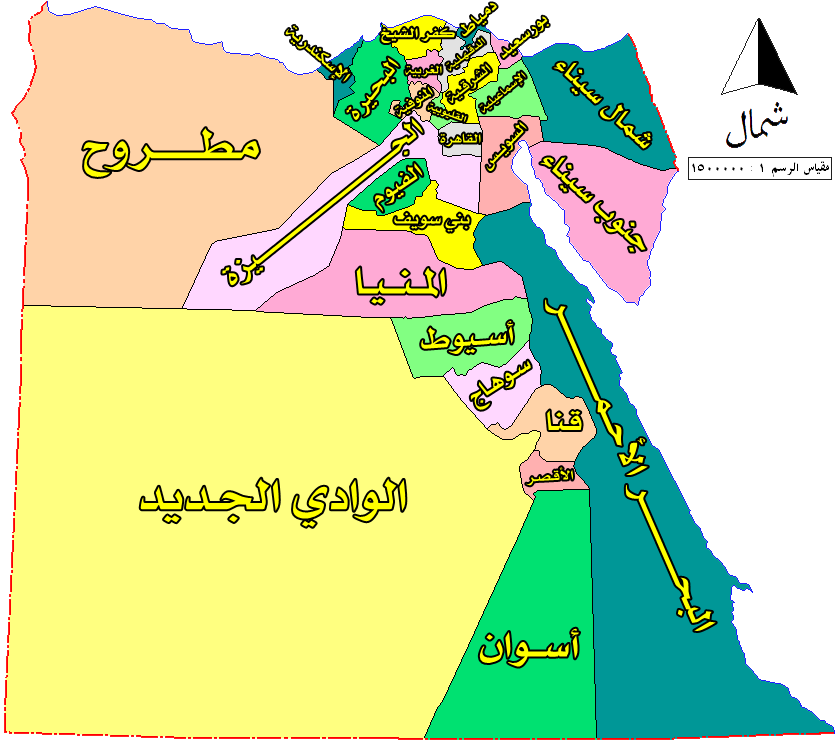
خريطة المحافظات في جمهورية مصر العربية

تنقسم جمهورية مصر العربية إلى 7 أقاليم، وتضم هذه الأقاليم إجمالاً 27 محافظة، كل محافظة لها عاصمة ويتبعها مراكز أو أقسام أو مراكز وأقسام معاً، المراكز الإدارية توجد في المحافظات التي بها ريف، وينقسم المركز الواحد إلى وحدات محلية؛ وعاصمة المركز أكبر بلاده وتكون مدينة، وعاصمة الوحدة المحلية تكون قرية رئيسية أو مدينة (إذا كان المركز يتبعه أكثر من مدينة)؛ والقرية الرئيسية يتبعها عدد من القرى، وكل قرية قد يتبعها عزب وكفور ونجوع. وإذا كانت عاصمة المركز مدينة كبيرة فإنها تكون قسماً أو مقسمة لعدة أقسام ويكون لكل قسم رئيس يُسمى برئيس الحي، أما إذا كانت قسماً واحداً فيكون حاكمها رئيس المدينة وتقسّم لعدة أحياء صغيرة أو شياخات، ويعين رئيس المدينة رؤساء تلك الأحياء الصغيرة أو الشياخات. أما المحافظات الحضرية غير الريفية فتقسم إلى أقسام، وتكون المحافظة نفسها محافظة مدينة أي تتبع سلطة المُحافظ مباشرة، وكل قسم يرأسه رئيس حي. أما المحافظات الحدودية أو الصحراوية فتقسم إلى أقسام كذلك، وكل قسم عاصمته مدينة من مدن هذه المحافظات، وكل قسم قد يتبعه عدداً من القرى الصغيرة. والحكم للقسم الواحد يكون لرئيس المدينة الذي يُعين من قِبل المحافظ مباشرة.
ظهر التقسيم الإداري المصري بشكل نظامي لأول مرة بعد توحد القطر المصري في نظام مركزي للحكم؛ حيث قسمت إدارياَ إلى 42 إقليماً، وكان على رأس كل إقليم حاكم يديره، لكنه يتبع الفرعون ويطيعه. وعرفت البلاد نظاماً للحكم المحلي مشابه للنظام الحالي في عهد الاحتلال الفرنسي (1798 - 1801) حيث قسم نابليون بونابرت البلاد إلى 16 مديرية، ولما تولى محمد علي باشا حكم مصر منذ عام 1805؛ قسّم البلاد إلى 14 مديرية بجانب محافظات حضرية وقسمت كل مديرية إلى عدة مراكز كما هو معمول الآن.

### محافظات مصر[60]
| المحافظة      | المساحة (كم2) | عدد السكان (1 يوليو 2013) | العاصمة     | عدد المدن | عدد المراكز | عدد الأحياء | الإقليم        |
| ------------- | ------------- | ------------------------- | ----------- | --------- | ----------- | ----------- | -------------- |
| الإسكندرية    | 2,679         | 4,658,381                 | الإسكندرية  | 2         | 1           | 7           | الإسكندرية     |
| الإسماعيلية   | 1,442         | 1,128,373                 | الإسماعيلية | 6         | 7           | 3           | القناة         |
| أسوان         | 679           | 1,374,985                 | أسوان       | 5         | 10          | 0           | جنوب الصعيد    |
| أسيوط         | 25,926        | 4,062,821                 | أسيوط       | 11        | 11          | 2           | وسط الصعيد     |
| الأقصر        | 55            | 1,104,858                 | الأقصر      | 6         | 7           | 0           | جنوب الصعيد    |
| البحر الأحمر  | 203,685       | 332,741                   | الغردقة     | 0         | 6           | 2           | القناة         |
| البحيرة       | 10,130        | 5,563,465                 | دمنهور      | 15        | 16          | 0           | الإسكندرية     |
| بني سويف      | 1,322         | 2,727,614                 | بني سويف    | 7         | 7           | 0           | شمال الصعيد    |
| بورسعيد       | 72            | 646,461                   | بورسعيد     | 0         | 2           | 6           | القناة         |
| جنوب سيناء    | 33,140        | 163,092                   | الطور       | 5         | 8           | 0           | القناة         |
| الجيزة        | 85,153        | 7,291,017                 | الجيزة      | 9         | 11          | 8           | القاهرة الكبرى |
| الدقهلية      | 3,471         | 5,748,965                 | المنصورة    | 16        | 19          | 2           | الدلتا         |
| دمياط         | 589           | 1,284,710                 | دمياط       | 5         | 10          | 0           | الدلتا         |
| سوهاج         | 1,547         | 4,404,545                 | سوهاج       | 11        | 11          | 3           | جنوب الصعيد    |
| السويس        | 17,840        | 599,320                   | السويس      | 0         | 0           | 5           | القناة         |
| الشرقية       | 4,180         | 6,242,810                 | الزقازيق    | 13        | 15          | 2           | القناة         |
| شمال سيناء    | 27,574        | 415,532                   | العريش      | 6         | 6           | 0           | القناة         |
| الغربية       | 1,942         | 4,592,222                 | طنطا        | 8         | 8           | 4           | الدلتا         |
| الفيوم        | 1,827         | 3,021,448                 | الفيوم      | 6         | 6           | 0           | شمال الصعيد    |
| القاهرة       | 1,983         | 9,002,783                 | القاهرة     | 0         | 0           | 35          | القاهرة الكبرى |
| القليوبية     | 1,001         | 4,926,148                 | بنها        | 7         | 10          | 2           | القاهرة الكبرى |
| قنا           | 1,851         | 2,918,086                 | قنا         | 9         | 9           | 0           | جنوب الصعيد    |
| كفر الشيخ     | 3,437         | 3,054,770                 | كفر الشيخ   | 13        | 10          | 2           | الدلتا         |
| مطروح         | 212,112       | 417,294                   | مرسى مطروح  | 8         | 8           | 0           | الإسكندرية     |
| المنوفية      | 1,532         | 3,799,149                 | شبين الكوم  | 9         | 10          | 2           | الدلتا         |
| المنيا        | 32,279        | 4,930,641                 | المنيا      | 9         | 9           | 0           | شمال الصعيد    |
| الوادي الجديد | 376,505       | 216,751                   | الخارجة     | 5         | 5           | 0           | وسط الصعيد     |
| 27 محافظة     | 1,002,450 كم2 | 84,628,982 نسمة           | ـــ         | 225 مدينة | 187 مركز    | 85 حي       | 7 أقاليم       |

## الديموغرافيا

الهرم السكاني لمصر عام 2014.

يتركز معظم سكان مصر في وادي ودلتا النيل، لذلك فإن كثافة المعمور المصري من أعلى الكثافات السكانية في العالم، بينما تُعد الصحاري المصرية من أشدها إقفاراً. وقد بلغ عدد سكان البلاد 87,000,000 نسمة بالضبط في تمام الساعة 6:46 مساءً يوم 18 أغسطس 2014 بتوقيت القاهرة، وهو عدد السكان داخل البلاد، أما إجمالي المصريين في الداخل والخارج فقد تعدى 95 مليوناً. وبلغت الزيادة اليومية للسكان 5,604 فرد يومياً؛ بمعدل 3.9 فرد لكل دقيقة تقريباً. ويتركز سكان مصر في 7.7% فقط من إجمالي مساحة الجمهورية خاصةً في وادي النيل ودلتاه. وتبلغ الكثافة السكانية للجمهورية 86.1 نسمة/كم2 بالنسبة لإجمالي المساحة، و1,130 نسمة/كم2 للمساحة المأهولة فقط. وتحتل مصر المرتبة الأولى عربياً والمرتبة رقم 15 عالمياً في عدد السكان.
طِبقاً لتقديرات السكان في أغسطس 2014؛ فإن إقليم القاهرة الكبرى أكبر الأقاليم السبعة سكاناً؛ فقد تجاوز حاجز 21 مليون نسمة. وتعتبر محافظة القاهرة أكبر محافظات الجمهورية سكاناً، حيث بلغ عدد سكانها 9,2 مليون نسمة بنسبة 10.6% تليها محافظة الجيزة 7,5 مليون نسمة بنسبة 8.6%. بينما تعتبر محافظة جنوب سيناء أقل المحافظات سكاناً، حيث بلغ عدد سكانها 172 ألف نسمة بنسبة 0.2% تسبقها محافظة الوادي الجديد 222 ألف نسمة بنسبة 0.3%. وقد سُجلت أعلى كثافة سكانية بمحافظة القاهرة 47,285 نسمة/كم2؛ يليها محافظة الجيزة 6122 نسمة/كم2، بينما سُجلت أقل نسبة كثافة سكانية بمحافظة جنوب سيناء 9.7 نسمة/كم2 تليها محافظة السويس 67 نسمة/كم2.

## المحميات والمناطق الطبيعية

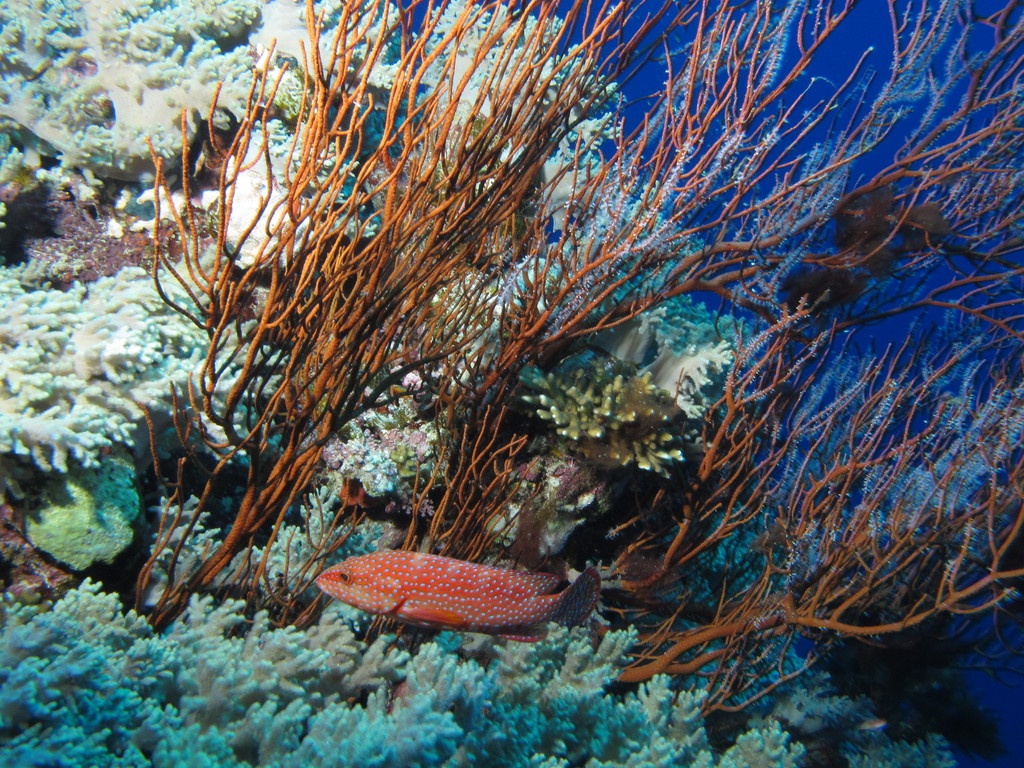
صورة للشعاب المرجانية في البحر الأحمر، والتي يوجد بها العديد من الكائنات البحرية النادرة

ساهم تعاقب العديد من الحقب والعصور الجيولوجية على مصر في وجود العديد من الأماكن الجيولوجية والمحميات الطبيعية وجعلها واحدة من أكثر دول العالم في التنوع الجغرافي والأحيائي. يوجد في مصر العديد من المحميات وقامت اليونسكو بضم 30 موقعاً في مصر إلى قائمة التراث العالمي، ومن أهم هذه المناطق: محمية رأس محمد بسيناء، والتي تتميز بالشواطئ المرجانية والأسماك الملونة والسلاحف البحرية المهددة بالانقراض والأحياء المائية النادرة، وجزيرة تيران التي تبعد حوالى 6 كم من ساحل سيناء الشرقي وهي من الجزر والشعاب المرجانية العائمة وتتكون من صخور القاعدة الجرانيتية القديمة وتختفى تحت أغطية صخور رسوبية. محمية الزرانيق وسبخة البردويل بشمال سيناء والتي تعد أحد المفاتيح الرئيسية لهجرة الطيور في العالم من أوروبا وأسيا خلال الخريف متجهة إلى أفريقيا كما تقيم بعض الطيور في المنطقة بصفة دائمة وتتكاثر فيها. تم تسجيل أكثر من 270 نوعاً من الطيور في المحمية، محمية الغابة المتحجرة بالمعادي بمحافظة القاهرة وتزخر منطقة الغابة المتحجرة بكثافة من السيقان وجذوع الأشجار المتحجرة ضمن تكوين جبل الخشب والذي ينتمى إلى العصر الأوليجوسينى ويتكون من طبقات رملية وحصى وطفلة وخشب متحجر وهي غنية بدرجة ملحوظة ببقايا وجذوع وسيقان الأشجار الضخمة المتحجرة التي تأخذ أشكال قطع صخرية ذات مقاطع أسطوانية تتراوح أبعادها من سنتيمترات إلى عدة أمتار وتتجمع مع بعضها على شكل غابة متحجرة، وادي الحيتان هي منطقة للحفريات في الشمال الغربي لمحمية وادي الريان يرجع عمرها إلى حوالى 40 مليون عام وهذه الحفريات لهياكل متحجرة لحيتان بدائية وأسنان سمك القرش وأصداف وغيرها.

صورة لمحمية وادي الحيتان بالصحراء الغربية.

كذلك محمية بركة قارون بالفيوم وتعتبر من أقدم البحيرات الطبيعية في العالم وهي البقية الباقية من بحيرة موريس القديمة والتي اشتهرت عالمياً بتوافر رواسب حفرية بحرية ونهرية وقارية يرجع عمرها إلى حوالى 40 مليون سنة، وادي دجلة بمحافظة القاهرة من الأودية الهامة التي تمتد من الشرق إلى الغرب بطول حوالى 30 كم، ويمر بصخور الحجر الجيرى الذي ترسب في البيئة البحرية خلال العصر الأيوسينى بالصحراء الشرقية (60 مليون سنه)، ويضم الوادي مجموعة من الكائنات الحية الحيوانية النادرة، محمية سيوه الطبيعية بمطروح الغنية بالمقومات السياحية المتميزة وتتميز أيضا بوجود أكثر من 40 نوعاً من النباتات البرية التي تشمل أنواع طبية ورعوية وغيرها، وكذلك حوالى 28 نوعاً من الحيوانات البرية الثديية ومنها أنواع نادرة مهددة بالانقـراض وأيضاً 32 نوعاً من الزواحف وحوالى 164 نوعاً من الطيور بالإضافة إلى أعداد كثيرة من اللافقاريات والحشرات.
وأكتشف مؤخرا منطقة نيزك جبل كامل بالوادي الجديد التي أعلنت محمية طبيعية، وقد تم اكتشاف نيزك جبل كامل في فبراير 2010 أثناء الرحلة الاستكشافية الجيوفيزيقية التي ضمت فريق من الباحثين، تقع منطقة فوهة نيزك جبل كامل أعلى تكوينات الحجر الرملي المتكون من الكوارتز آرنيت والتي يرجع عمرها إلى العصر الكريتاسى السفلى يعلوه طبقة محدودة (سنتيمترات) من الرمال شمالاً وبأسفله توجد صخور القاعدة من عصر ما قبل الكمبري ويحيط بالمنطقة العديد من الجبال ومسارات الأودية الجافة القديمة مما يعطى للمنطقة مظهرًا جماليًا فريدًا.

## وصلات خارجية
- Egyptian Map and Geography
- جغرافية مصر - بوابة معلومات مصر
- Egypt Guide -- National Geographic
- مقالة عن مصر في مشروع ويكي رحلات